# Rasa de la Font del Martí
La rasa de la Font del Martí és un afluent de la rasa del Barranc (que al seu torn ho és del Riard que, al seu torn, ho és de la Ribera Salada). Neix a 897 m d'altitud al vessant meridional de la serra de la Móra, agafa la direcció N-S i desguassa per la dreta a la rasa del Barranc, a 703 m d'altitud i a 150 m al SE de la masia de Solanelles.